# Konrad Fiałkowski

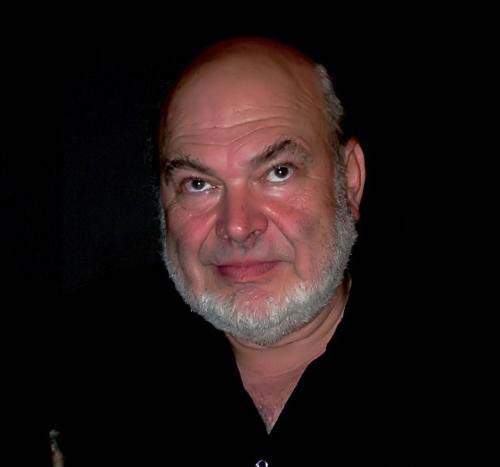
Konrad Fiałkowski, 2014

Konrad Fiałkowski (* 29. Dezember 1939 in Lublin; † 23. November 2020 in Wien) war ein polnischer Informatiker und Schriftsteller.

## Leben
Konrad Fiałkowski besuchte das Gymnasium seiner Heimatstadt, gewann 1957 die Physik-Olympiade und war 1959 bereits als Zwanzigjähriger an der Entwicklung von professionellen Computerprogrammen beteiligt. 1962 schloss er sein Elektronikstudium an der Fakultät für Elektrotechnik der Technischen Universität Warschau ab und promovierte dort 1964. Nach der Habilitation 1966 forschte er an der University of Pennsylvania, leitete 1975–1981 ein Forschungsinstitut und war ab 1981 Ordentlicher Professor in Warschau. Später lebte er in Wien. 1996 bis zum Ruhestand 2007 war er  Professor am Rensselaer Polytechnic Institute in Troy.
Er war Mitglied des IEEE und verfasste mehr als achtzig wissenschaftliche Publikationen und Bücher.
Auf dem Gebiet der Science-Fiction debütierte er 1956 in der  Wochenzeitung Dookoła Świata. Seitdem veröffentlichte er zahlreiche Erzählungen, die sich bis etwa 1979 vor allem mit wunderbaren Erfindungen und technischen Neuerungen beschäftigten. Seine beiden einzigen Romane Homo Divisus (1979) und Adam, einer von uns (1986) verlassen diesen engen Themenkreis und wenden sich virtuellen Realitäten und einer Neuinterpretation des Neuen Testaments zu.
Übersetzungen seiner Werke liegen auf Englisch, Bulgarisch, Tschechisch, Französisch, Japanisch, Deutsch, Portugiesisch, Russisch, Rumänisch, Slowakisch, Schwedisch, Ungarisch und Italienisch vor.

## Bibliographie
- Wróble Galaktyki (1963, Erzählungen)
- Poprzez piąty wymiar (1967, Erzählungen)
- Włókno Claperiusa (1969, Erzählungen)
- Witalizacja kosmogatora (1978, Erzählungen)
- Homo divisus (1979, Roman)
  - Deutsch: Homo divisus. Science-fiction-Roman. Deutsch von Maria Kurecka. Heyne Verlag, München 1980. Weitere Ausgabe: Homo divisus. Roman. Deutsch von Hubert Schumann. Verlag Neues Leben, Berlin 1982. (Neuübersetzung für die DDR, Kompass-Bücherei Bd. 298)
- Adam, jeden z nas (1986, Roman)
  - Deutsch: Adam, einer von uns. Science-Fiction-Roman. Deutsch von Hanna Rottensteiner. Heyne Verlag, München 1982.

Deutschsprachige Sammlungen
- Die fünfte Dimension und andere phantastische Erzählungen. Aus dem Polnischen von Christa Schubert-Consbruch und Johannes Jankowiak, Illustrationen Werner Ruhner. Verlag Kultur und Fortschritt, Berlin 1971. (kap, Bd. 112)
- Die fünfte Dimension. Utopische Erzählungen. Illustrationen Ruth Knorr. Verlag Das Neue Berlin, Berlin 1971 (nicht identisch mit obengenanntem Titel).
- Allein im Kosmos. Science-fiction-Erzählungen. Deutsch von Christa und Johannes Jankowiak. Heyne Verlag, München 1977.
- mit Rafał Kosik: Star City. Geschichten vom Mars. Fotos von Anna Lehmann-Brauns. Edition FotoTAPETA, Berlin/Warschau 2007, ISBN 978-3-940524-03-4.